# Teodorico III d'Olanda
Teodorico III d'Olanda, in olandese Dirk III van Holland (981/90 – 27 maggio 1039), fu il quinto (secondo gli Annales Egmundani, fu il quarto) conte d'Olanda dal 993 alla sua morte.

## Origine
Era il figlio primogenito del quarto conte d'Olanda, Arnolfo e della moglie, Liutgarda di Lussemburgo ( 965/70 – dopo il 1005).
Liutgarda era figlia di Sigfrido, primo conte di Lussemburgo, e di Edvige di Nordgau e sorella di Cunegonda, che, aveva sposato il re di Germania e futuro Imperatore del Sacro Romano Impero, Enrico II.
Arnolfo d'Olanda, era il figlio primogenito del terzo Conte d'Olanda, Teodorico II e della moglie Hildegarda di Fiandra.
Hildegarda di Fiandra ([prima del 933-10 aprile 990) era figlia del Conte di Fiandra, Arnolfo I, e della sua seconda moglie, Adele di Vermandois, ma, secondo alcuni storici, tra cui Gerhard Rösch, era figlia di Arnolfo I di Fiandra e della sua prima moglie di cui non si conoscono né il nome né gli ascendenti.

## Biografia

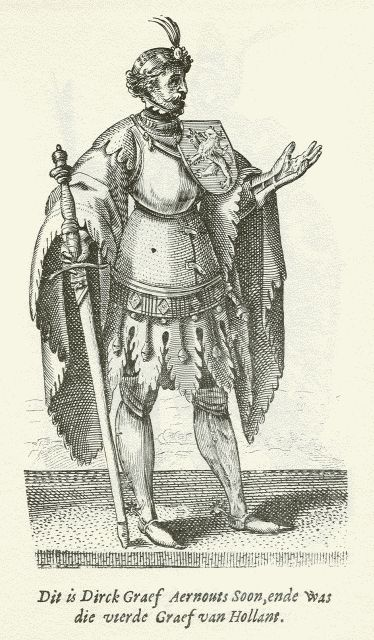
"Questo è Teodorico, figlio del conte Arnolfo, e fu il quarto conte d'Olanda".

Teodorico III era figlio di Arnolfo e succedette al padre come conte d'Olanda.
Il padre, Arnolfo morì il 18 settembre 993 nella Frisia occidentale, nei pressi del villaggio di Winkel e fu sepolto, vicino al padre Teodorico I, nell'abbazia di Egmond.
Gli succedette Teodorico, col titolo di conte d'Olanda Teodorico III.
Data la minor età di Teodorico, la madre Liutgarda, fu reggente della contea, che governò anche sfruttando l'importante parentela (era cognata del re di Germania e Imperatore del Sacro Romano Impero, Enrico II); Teodorico III, infatti viene citato, assieme alla madre, Liutgarda, in un documento datato 995, inerente ad una donazione per l'anima del padre.
Non si conosce la data esatta della morte di Liutgarda, comunque, nel maggio 1005, intervenne presso ill cognato, Enrico II, per fermare un tentativo di attacco navale da parte dei frisoni. Dopo questa data, Teodorico III governò da solo.
Teodorico aveva una roccaforte a Vlaardingen, nella zona dove il fiume Waal confluisce nella Mosa che aveva sottratto al vescovo di Utrecht e aveva imposto, senza il consenso dell'imperatore o del vescovo, un pedaggio alle navi che, lungo il fiume Waal, passavano per Tiel. Il vescovo di Utrecht, Adalboldo II o Etelboldo II, chiese l'aiuto dell'imperatore, Enrico II, che gli inviò delle truppe al comando di Goffredo di Lorena, che attaccarono Teodorico, qualificato come nipote dell'imperatrice ; Teodorico con l'aiuto dei frisoni sconfisse l'esercito imperiale, che subì molte perdite e anche il vescovo Adalboldo II e Goffredo di Lorena si salvarono a stento, e l'esercito imperiale sconfitto a Vlaardingen fuggì in preda al panico Questa vittoria fu una tappa importante nello sviluppo e l'indipendenza della contea d'Olanda.
I contrasti con i vescovi di Utrecht continuarono, come testimonia a pagina 154 il documento nº 169 del Kaiserkunden Einrich IV, datato 28 dicembre 1063, che ricorda alcuni dei territori contesi al vescovo di Utrecht da Teodorico III e, dopo di lui, dai figli, Teodorico IV, e, Fiorenzo I.
Secondo la Vita Meinwerci Episcopi Paderbornensis, Teodorico III (Thiederici Fresoniæ), viene citato come testimone di due donazioni, una, del 1024, ed una seconda del 1029.
Teodorico III morì nel 1039, e fu inumato nell'abbazia di Egmond.
Gli succedette il figlio Teodorico, al quale succedette il figlio secondogenito, Fiorenzo.

## Discendenza
Teodorico III, aveva sposato la figlia del duca di Sassonia, Otelinda di Sassonia († 1043/4), come confermano anche le Europäische Stammtafeln, vol II, 2 (non consultate) era la figlia di Bernardo I 973-1011 Margravio della Marca del Nord e conte di Haldensleben e di Hildegarda di Stade ( † 1011). Otelinda viene citata come contessa d'Olanda dagli Annales Egmundani ed il matrimonio tra Teodorico III e Otelinda viene confermato anche dal documento nº 88 del Oorkondenboek Holland. La morte di Otelinda è riportata dagli Annales Egmundani, nel 1044, mentre il capitolo nº 43 della Chronologia Johannes de Beke, riporta che morì nel 1043. Anche la Beka's Egmondsch Necrologium, in Oppermann, O. (1933) Fontes Egmundenses a pagina 107, riporta l'anno ed il giorno della morte di Teodorico: 9 marzo 1043 (1043 VII Id Mar) (non consultata).
Teodorico III da Otelinda ebbe tre (o quattro) figli:
- Teodorico[1] ( † 1049), che succedette al padre come conte d'Olanda[2];
- Fiorenzo[1] (1025 - 1061), che succedette al fratello come conte d'Olanda[2].
- Bertrada, come confermano le Europäische Stammtafeln[10], vol II, 2 (non consultate)[26], che, secondo l'Annalista Saxo, sposò Teodorico I, conte di Katlenburg, figlio del conte Udo e della moglie Bertrada di Sassonia[32].
- Suanilde, che, secondo l'Annalista Saxo, era sorella di Bertrada ed aveva sposato il conte di Looz[32].

## Ascendenza
|                          |                    |                         | Genitori                 |  |  | Nonni |  |  | Bisnonni             |  |  | Trisnonni           |  |
|                          |                    |                         |                          |  |  |       |  |  | Teodorico I d'Olanda |  |  | Gerulfo II d'Olanda |  |
|                          |                    |                         |                          |  |  |       |  |  | Teodorico I d'Olanda |  |  | Gerulfo II d'Olanda |  |
|                          |                    | …                       |                          |  |  |       |  |  | Teodorico I d'Olanda |  |  |                     |  |
| Teodorico II d'Olanda    |                    |                         |                          |  |  |       |  |  | Teodorico I d'Olanda |  |  |                     |  |
|                          |                    | Geva                    | …                        |  |  |       |  |  |                      |  |  |                     |  |
|                          |                    | Geva                    | …                        |  |  |       |  |  |                      |  |  |                     |  |
|                          |                    | Geva                    | …                        |  |  |       |  |  |                      |  |  |                     |  |
| Arnolfo d'Olanda         |                    | Geva                    |                          |  |  |       |  |  |                      |  |  |                     |  |
|                          |                    | Arnolfo I di Fiandra    | Baldovino II di Fiandra  |  |  |       |  |  |                      |  |  |                     |  |
|                          |                    | Arnolfo I di Fiandra    | Baldovino II di Fiandra  |  |  |       |  |  |                      |  |  |                     |  |
|                          |                    | Arnolfo I di Fiandra    | Elfrida del Wessex       |  |  |       |  |  |                      |  |  |                     |  |
| Hildegarda di Fiandra    |                    | Arnolfo I di Fiandra    |                          |  |  |       |  |  |                      |  |  |                     |  |
|                          |                    | Adele di Vermandois     | Erberto II di Vermandois |  |  |       |  |  |                      |  |  |                     |  |
|                          |                    | Adele di Vermandois     | Erberto II di Vermandois |  |  |       |  |  |                      |  |  |                     |  |
|                          |                    | Adele di Vermandois     | Adele di Neustria        |  |  |       |  |  |                      |  |  |                     |  |
| Teodorico III d'Olanda   |                    | Adele di Vermandois     |                          |  |  |       |  |  |                      |  |  |                     |  |
|                          | Vigerico di Bidgau | …                       |                          |  |  |       |  |  |                      |  |  |                     |  |
|                          | Vigerico di Bidgau | …                       |                          |  |  |       |  |  |                      |  |  |                     |  |
|                          | Vigerico di Bidgau | …                       |                          |  |  |       |  |  |                      |  |  |                     |  |
| Sigfrido di Lussemburgo  | Vigerico di Bidgau |                         |                          |  |  |       |  |  |                      |  |  |                     |  |
|                          |                    | Cunegonda               | …                        |  |  |       |  |  |                      |  |  |                     |  |
|                          |                    | Cunegonda               | …                        |  |  |       |  |  |                      |  |  |                     |  |
|                          |                    | Cunegonda               | …                        |  |  |       |  |  |                      |  |  |                     |  |
| Liutgarda di Lussemburgo |                    | Cunegonda               |                          |  |  |       |  |  |                      |  |  |                     |  |
|                          |                    | Eberardo IV di Nordgau  | …                        |  |  |       |  |  |                      |  |  |                     |  |
|                          |                    | Eberardo IV di Nordgau  | …                        |  |  |       |  |  |                      |  |  |                     |  |
|                          |                    | Eberardo IV di Nordgau  | …                        |  |  |       |  |  |                      |  |  |                     |  |
| Edvige di Nordgau        |                    | Eberardo IV di Nordgau  |                          |  |  |       |  |  |                      |  |  |                     |  |
|                          |                    | Luitgarda di Lotaringia | …                        |  |  |       |  |  |                      |  |  |                     |  |
|                          |                    | Luitgarda di Lotaringia | …                        |  |  |       |  |  |                      |  |  |                     |  |
|                          |                    | Luitgarda di Lotaringia | …                        |  |  |       |  |  |                      |  |  |                     |  |
|                          |                    | Luitgarda di Lotaringia |                          |  |  |       |  |  |                      |  |  |                     |  |